# Trierweiler (Ortsbezirk)
Trierweiler ist ein Ortsbezirk der Ortsgemeinde Trierweiler im Landkreis Trier-Saarburg in Rheinland-Pfalz.

## Lage
Die Ortschaft befindet sich in der Südeifel nahe der Grenze zu Luxemburg, die hier die Sauer bildet. Sie liegt im Tal des Trierweilerbachs, das durch eine bewaldete Hügelkette vom Moseltal getrennt wird.
Zum Ortsbezirk Trierweiler gehören auch die Wohnplätze Haus Ferring, Niederweiler, Siedlung, Mühlenhof, Hans-Josef-Reuter-Haus, Marienhof und Auf dem Weier 1.
Nachbarorte des Ortsbezirks sind die anderen Trierweiler Ortsteile Udelfangen im Nordwesten, Sirzenich im Osten und Fusenich im Süden, sowie der Langsurer Ortsteil Grewenich im Südwesten. Die Innenstadt von Trier liegt in Luftlinie etwa sechs Kilometer östlich.

## Geschichte
Zur Geschichte des Ortes siehe Ortsgemeinde „Trierweiler“.
Am 20. März 1971 wurde aus den beiden bis dahin selbständigen Gemeinden Trierweiler – mit zu diesem Zeitpunkt 508 Einwohnern – und Sirzenich eine neue Gemeinde Trierweiler gebildet. Am 16. März 1974 kamen noch die Gemeinden Udelfangen und Fusenich in Form einer Eingemeindung hinzu. Die vier Ursprungsgemeinden wurden jeweils als ein Ortsbezirk der neuen Ortsgemeinde festgelegt.

## Politik

### Ortsbezirk
Trierweiler ist gemäß Hauptsatzung einer von vier Ortsbezirken der Ortsgemeinde Trierweiler. Der Ortsbezirk umfasst das Gebiet der früheren Gemeinde. Die Interessen des Ortsbezirks werden durch einen Ortsbeirat und durch einen Ortsvorsteher vertreten.

### Ortsbeirat
Der Ortsbeirat besteht aus neun Mitgliedern, die bei der Kommunalwahl am 9. Juni 2024 in einer personalisierten Verhältniswahl gewählt wurden, und dem ehrenamtlichen Ortsvorsteher als Vorsitzendem.
Die Sitzverteilung:
| Wahl | SPD | CDU | FBL (*) | Gesamt  |
| ---- | --- | --- | ------- | ------- |
| 2024 | 3   | –   | 6       | 9 Sitze |
| 2019 | 1   | 3   | 5       | 9 Sitze |
| 2014 | 1   | 4   | 4       | 9 Sitze |
| 2009 | 2   | 4   | 3       | 9 Sitze |

### Ortsvorsteher
Andreas Barzen (FBL) wurde 2014 Ortsvorsteher von Trierweiler. Bei der Direktwahl am 26. Mai 2019 wurde er mit einem Stimmenanteil von 68,38 % und am 9. Juni 2024 als einziger Bewerber mit 76,8 % jeweils für weitere fünf Jahre in seinem Amt bestätigt.
Barzens Vorgänger Karl-Heinz Schneider (CDU) verfehlte 2014 die Wiederwahl knapp.

## Kultur und Sehenswürdigkeiten

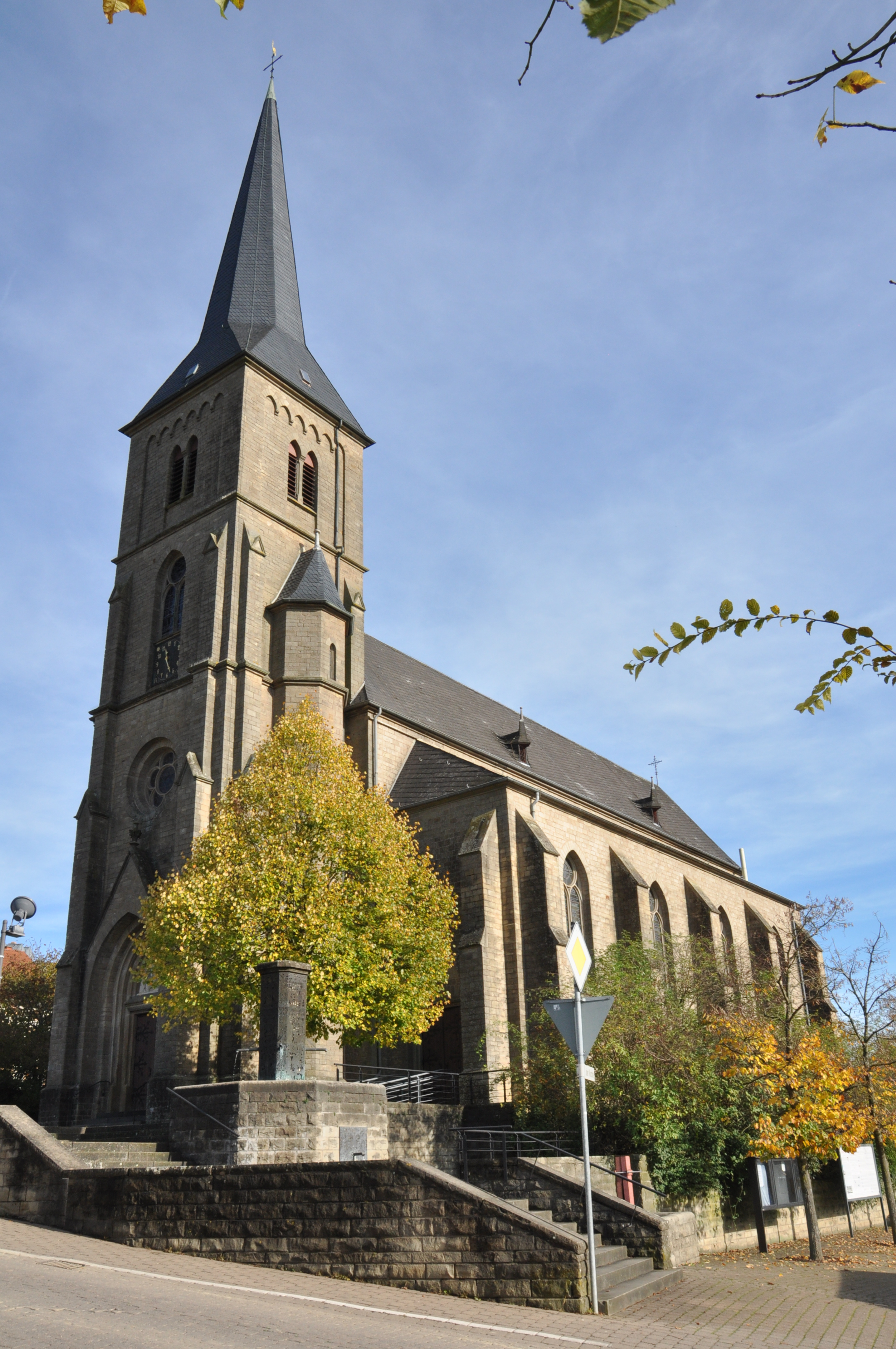
Kirche St. Dionysius (2014)

In der Denkmalliste des Landes Rheinland-Pfalz (Stand: 2021) werden folgende Kulturdenkmäler genannt:
- Katholische Pfarrkirche St. Dionysius, neugotische Hallenkirche (1893/94)
- Denkmalzone im Ortskern mit einem einheitlichen Ensemble aus Kirche, Marienkapelle, Pfarrhaus und mehrzeiliger traufständiger Dorfbebauung
- verschiedene Gebäude aus dem 18. und 19. Jahrhundert
- Wegekreuze und ein römischer Säulenstumpf in der Gemarkung

## Wirtschaft und Infrastruktur
Trierweiler liegt an der Landesstraße L 43, die sich im Ort mit der Kreisstraße K 1 kreuzt. Weitere Verkehrsverbindungen bieten die K 5 und K 6. Östlich des Ortes verläuft die Bundesautobahn 64, die von Trier zur luxemburgischen Grenze führt.
Weitere Angaben finden sich im Artikel „Trierweiler“.

## Persönlichkeiten
- Criscentia Fusenig (1905–1943), Missionsschwester und Märtyrin, geboren in Trierweiler